# Çakırbağ, Karaman
Çakırbağ là một xã thuộc thành phố Karaman, tỉnh Karaman, Thổ Nhĩ Kỳ. Dân số thời điểm năm 2011 là 1.513 người.